# Pakistanische Badmintonmeisterschaft 2009
Die Pakistanische Badmintonmeisterschaft 2009 fand im Februar 2009 in Karatschi statt. Es war die 52. Auflage dieser nationalen Titelkämpfe.

## Finalresultate
| Disziplin                  | Sieger                                    | Finalist                                      | Ergebnis               |
| -------------------------- | ----------------------------------------- | --------------------------------------------- | ---------------------- |
| Herreneinzel               | Wajid Ali Chaudhry (WAPDA)                | Ahsan Qamar (PIA)                             | 21-16, 21-12           |
| Dameneinzel                | Palwasha Bashir (NBP)                     | Sara Mahmond (NBP)                            | 21-19, 20-17 (Aufgabe) |
| Herrendoppel               | Rizwan Azam Choudhry Atique (NBP / WAPDA) | Wajid Ali Chaudhry Ahsan Qamar (WAPDA / PIA)  | 21-16, 16-21, 21-11    |
| Damendoppel                | Ayesha Akram Palwasha Bashir (NBP)        | Sadia Arshad Aneeqa Rana (WAPDA)              | 21-18, 21-13           |
| Mixed                      | Rizwan Azam Sara Mohmand (NBP)            | Choudhry Atique Palwasha Bashir (WAPDA / NBP) | 21-18, 21-18           |
| Herreneinzel der Veteranen | Amir Islam (WAPDA)                        | Tahir Javed (WAPDA)                           | 21-11, 21-6            |